# Pseudomonas
Pseudomonas, gram-negativni pokretni bacil, oportunistički je patogen koji često uzrokuje bolničke infekcije. 

## Epidemiologija
Pseudomonas je ubikvitaran, a preferira vlažan okoliš. Kod ljudi je najčešća vrsta P. aeruginosa. Druge vrste, koje ponekad uzrokuju infekcije kod ljudi su P. paucimobilis, P. putida, P. fluorescens i P. acidovorans. P. aeruginosa se povremeno može naći na normalnoj koži u aksilarnom i anogenitalnom području, ali rijetko u stolici, osim ako prije toga nisu primjenjivani antibiotici. Mikroorganizam je često kontaminant lezija naseljenih virulentnijim mikroorganizmima, no povremeno uzrokuje i infekciju tkiva koja su izložena vanjskoj okolini. Infekcije pseudomonasom obično se pojavljuju u bolnicama, gdje se mikroorganizam često nalazi u umivaonicima, antiseptičkim otopinama i vrećicama za urin. Transmisija na bolesnike moguća je i preko zdravstvenog osoblja, osobito na odjelima za opekline ili u neonatalnim jedinicama intenzivne skrbi. Druge vrste, kao Burkholderia cepacia i Stenotrophomonas maltophilia, koje su ranije klasificirane u rod Pseudomonas, važni su nozokomijalni patogeni. 
Većina infekcija koje uzrokuje P. aeruginosa pojavljuje se u hospitaliziranih bolesnika, koji su kondicionirani ili imunokompromitirani. P. aeruginosa je drugi po učestalosti uzročnik infekcija u jedinicama intenzivne skrbi i čest je uzročnik pneumonija u bolesnika na respiratoru. Osim nozokomijalnih infekcija, bolesnici s HIV-infekcijom imaju povaćan rizik od izvanbolničkih infekcija uzrokovanih P. aeruginosom, a u trenutku infekcije često imaju znake uznapredovale HIV-bolesti. 
Infekcije Pseudomonasom mogu zahvatiti različite anatomske lokalizacije – kožu, potkožno tkivo, kosti, uho, oko, mokraćne puteve i srčane zaliske. Lokalizacija ovisi o ulaznom mjestu i osjetljivosti bolesnika. Kod opekotina, na području ispod nekroze može se naseliti vrlo velik broj mikroorganizama, čineći tako ishodište posljedične bakterijemije – često smrtonosne komplikacije opekotina. Bakterijemija koja nema porijeklo u mokraćnim putevima, a osobito ako ju ne uzrokuje P. aeruginosa, već druge vrste iz roda Pseudomonas, ukazuje na kontaminirane infuzijske otopine, lijekove ili antiseptike koji se koriste pri postavljanju IV katetera, kao izvor infekcije. 
Kod bolesnika s HIV-infekcijom, Pseudomonas najčešće uzrokuje pneumoniju ili sinusitis.

## Simptomi i znaci
Klinička prezentacija ovisi o lokalizaciji infekcije. U hospitaliziranih bolesnika, plućna infekcija je moguća u vezi s endotrahealnom intubacijom, traeostomom ili mehaničkom ventilacijom, kad se Pseudomonas pridružuje ostalim gram-negativnim bacilima koji koloniziraju orofarinks. Bronhitis uzrokovan Pseudomonasom čest je u kasnijem tijeku cistične fibroze; ovi izolati imaju karakterističnu mukoidnu morfologiju kolonija.
Pseudomonas se često izolira iz hemokultura bolesnika s opeklinama ili malignom bolešću. Bolest se prezentira kliničkom slikom gram-negativne sepse, uz koju je često prisutna ecthyma gangraenosum, kožna lezija karakterizirana ljubičasto-crnim područjem promjera oko 1 cm s ulceriranim središtem okruženim crvenilom, a najčešće se nalazi u aksilarnom ili anogenitalnom području. 
Pseudomonas je čest uzročnik infekcija mokraćnih puteva, osobito u bolesnika koji su podnijeli urološke zahvate, koji imaju opstruktivnu uropatiju ili koji su primali antibiotike širokog spektra. Otitis externa s purulentnom sekrecijom, čest u tropskim područjima, najčešći je oblik infekcije uha uzrokovane Pseudomonasom. Teži oblik bolesti, poznat kao maligni eksterni otitis, moguć je u dijabetičara; manifestira se jakim bolom u uhu, često s jednostranim paralizama kranijalnih živaca i zahtijeva parenteralnu terapiju. Zavaćanje oka se uglavnom očituje kao ulceracija rožnice, najčešće nakon traume, no u nekim slučajevima okrivljuje se kontaminacija kontaktnih leća ili tekućine za čuvanje leća. Mikroorganizam se može naći u sekretu fistula, osobito nakon traume ili nakon dubokih ubodnih rana stopala. Sekret često ima slatkasti miris koji podsjeća na miris voća. P. aeruginosa može, kao posljedicu infekcije ovih ubodnih rana, izazvati celulitis i osteomijelitis, koji onda pored antibiotika zahtijevaju i rani kirurški debridman. Pseudomonas rijetko uzrokuje endokarditis, obično kod intravenskih narkomana ili na umjetnim valvulama bolesnika koji su imali operaciju na otvorenom srcu. Desnostrani se endokarditis može liječiti konzervativno, no obično inficirana valvula mora biti odstranjena, kako bi se izliječila infekcija koja zahvaća mitralnu, aortalnu ili umjetnu valvulu. 

## Liječenje
Kad se radi o lokaliziranoj i vanjskoj infekciji, učinkovito je liječenje ispiranjem s 1% octenom kiselinom ili lokalnom primjenom polimiksina B ili kolistina. Nekrotično se tkivo mora odstraniti, a apscese drenirati. U slučajevima kad je potrebna parenteralna terapija, tobramicin ili gentamicin 5 mg/kg/dan u podijeljenim dozama, djelotvorni su kod većine infekcija mokraćnih puteva uzrokovanih Pseudomonasom. Ako dođe do kliničkog poboljšanja, doza se može smanjiti na 3 mg/kg/dan kako bi se smanjila mogućnost neželjenih učinaka lijeka. Doza se mora smanjiti kod renalne insuficijencije. Protiv Pseudomonasa s enzimima posredovanom rezistencijom na tobramicin i gentamicin, treba primijeniti amikacin. Mnogi stručnjaci za liječenje teških infekcija Pseudomonasom, preporučaju kombinaciju aminoglikozida s antipseudomonalnim β-laktamskim antibiotikom. Mnogi su penicilinski antibiotici aktivni protiv Pseudomonasa, među njima tikarcilin, piperacilin, mezlocilin i azlocilin. Drugi lijekovi s odličnom aktivnošću protiv Pseudomonasa su ceftazidim, cefepim, aztreonam, imipenem, meropenem i ciprofloksacin. Tikarcilin se najčešće upotrebljava u dozama od 16 do 20 gr/dan IV. Piperacilin, azlocilin, cefepim, ceftazidim, meropenem i imipenem, djelotvorni su in vitro protiv nekih sojeva rezistentnih na tikarcilin. 
Kod sistemskih infekcija ili kod granulocitopeničnih bolesnika, treba kombinirati aminoglikozid aktivan protiv Pseudomonasa s antipseudomonalnim penicilinom. Kod neutropeničnih bolesnika s oštećenom funkcijom bubrega, zadovoljavajuće su i neaminoglikozidne kombinacije koje se sastoje od dva β-laktamska lijeka ili od β-laktama s fluorokinolonom. Infekcije mokraćnih puteva često se mogu liječiti peroralnim indanil karbenicilinom, odnosno ciprofloksacinom ili drugim fluorokinolonima. Fluorokinolone ne treba upotrebljavati kod djece, zbog mogućeg štetnog djelovanja na hrskavicu. Kod upotrebe dva antipseudomonalna lijeka, smanjena je mogućnost nastanka rezistentnih sojeva za vrijeme terapije.
|  | Molimo pročitajte upozorenje o korištenju medicinskih informacija. Ne provodite liječenje bez savjetovanja s liječnikom! |